# Pomérols
Ne doit pas être confondu avec Pomerol.
Pomérols [pɔmeʁɔl] est une commune française située dans le sud du département de l'Hérault en région Occitanie. Ses habitants sont appelés les Pomérolais.
Exposée à un climat méditerranéen, elle est drainée par le ruisseau de Soupié et par divers autres petits cours d'eau. La commune possède un patrimoine naturel remarquable composé d'une zone naturelle d'intérêt écologique, faunistique et floristique.
Pomérols est une commune rurale qui compte 2 255 habitants en 2022, après avoir connu une forte hausse de la population depuis 1975. Elle est dans l'unité urbaine de Pomérols et fait partie de l'aire d'attraction d'Agde. Ses habitants sont appelés les Pomérolais ou  Pomérolaises.

## Géographie

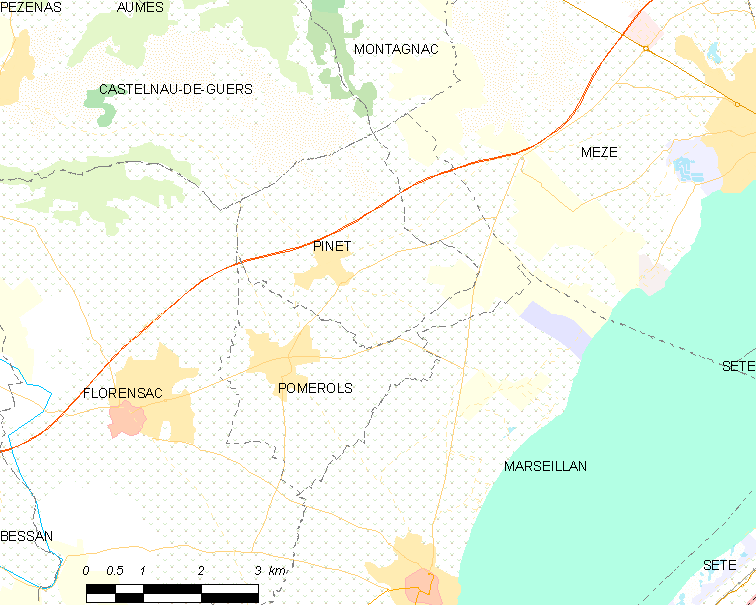
Carte

Située entre Agde et Pézenas, à 10 km des plages de la mer Méditerranée, en retrait des grandes stations littorales, Pomérols est un lieu de vacances idéal pour profiter des activités littorales ainsi que du calme et des richesses de l'arrière-pays.

### Communes limitrophes
|           | Pinet      | Montagnac, Castelnau-de-Guers, (point quadruple) |
| Florensac | Pomérols   | Mèze                                             |
|           | Marseillan |                                                  |

### Climat
Pour des articles plus généraux, voir Climat de l'Occitanie et Climat de l'Hérault.
En 2010, le climat de la commune est de type climat méditerranéen franc, selon une étude s'appuyant sur une série de données couvrant la période 1971-2000. En 2020, Météo-France publie une typologie des climats de la France métropolitaine dans laquelle la commune est exposée à un climat méditerranéen et est dans la région climatique  Provence, Languedoc-Roussillon, caractérisée par une pluviométrie faible en été, un très bon ensoleillement (2 600 h/an), un été chaud (21,5 °C), un air très sec en été, sec en toutes saisons, des vents forts (fréquence de 40 à 50 % de vents > 5 m/s) et peu de brouillards.
Pour la période 1971-2000, la température annuelle moyenne est de 14,8 °C, avec une amplitude thermique annuelle de 16 °C. Le cumul annuel moyen de précipitations est de 615 mm, avec 5,4 jours de précipitations en janvier et 2,5 jours en juillet. Pour la période 1991-2020, la température moyenne annuelle observée sur la station météorologique la plus proche, située sur la commune de Marseillan à 4 km à vol d'oiseau, est de 15,3 °C et le cumul annuel moyen de précipitations est de 517,7 mm,. Pour l'avenir, les paramètres climatiques de la commune estimés pour 2050 selon différents scénarios d’émission de gaz à effet de serre sont consultables sur un site dédié publié par Météo-France en novembre 2022.

### Milieux naturels et biodiversité

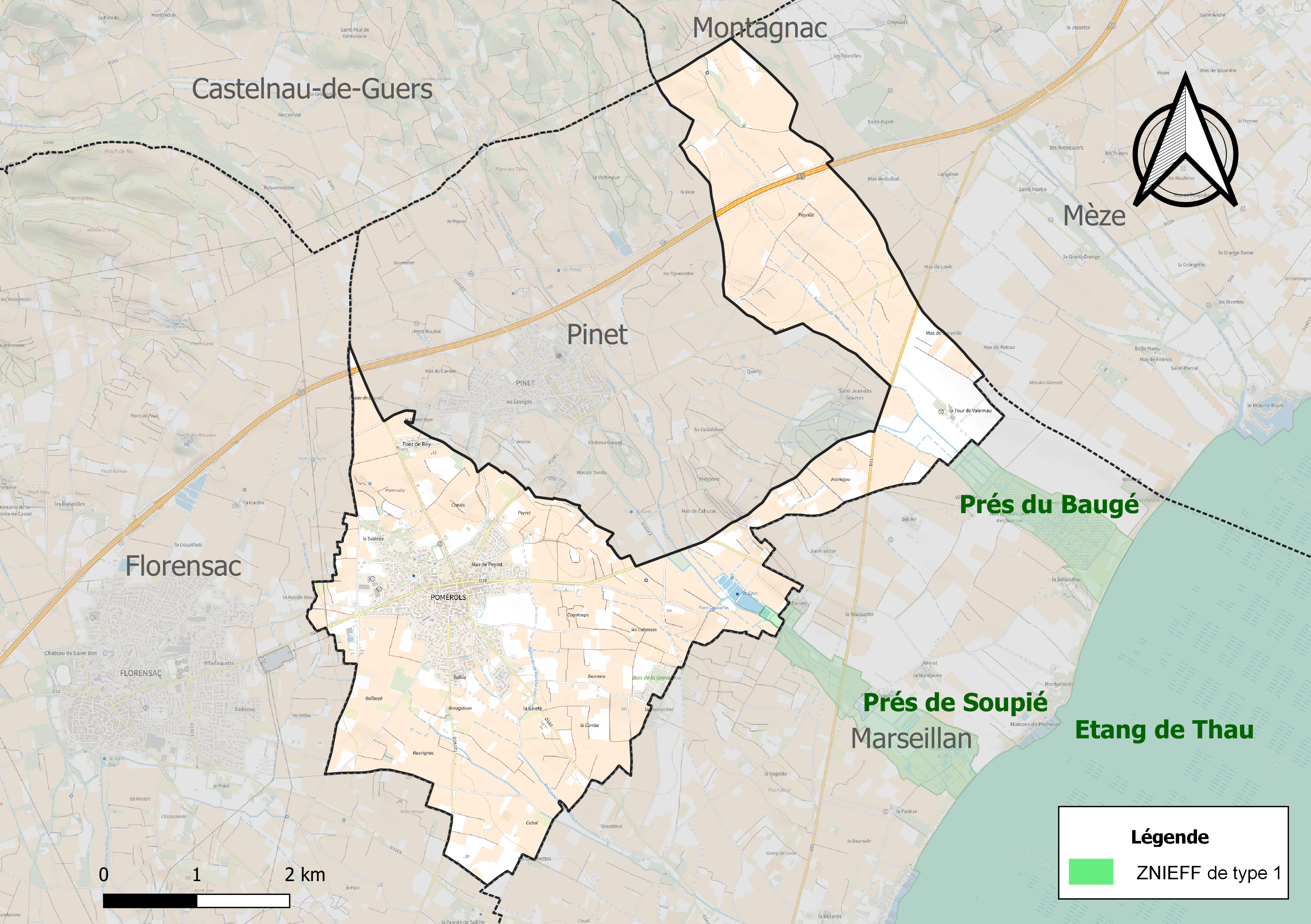
Carte de la ZNIEFF de type 1 localisée sur la commune.

L’inventaire des zones naturelles d'intérêt écologique, faunistique et floristique (ZNIEFF) a pour objectif de réaliser une couverture des zones les plus intéressantes sur le plan écologique, essentiellement dans la perspective d’améliorer la connaissance du patrimoine naturel national et de fournir aux différents décideurs un outil d’aide à la prise en compte de l’environnement dans l’aménagement du territoire.
Une ZNIEFF de type 1 est recensée sur la commune :
les « prés de Soupié » (66 ha), couvrant 2 communes du département.

## Urbanisme

### Typologie
Au 1er janvier 2024, Pomérols est catégorisée bourg rural, selon la nouvelle grille communale de densité à sept niveaux définie par l'Insee en 2022.
Elle appartient à l'unité urbaine de Pomérols, une unité urbaine monocommunale constituant une ville isolée,. Par ailleurs la commune fait partie de l'aire d'attraction d'Agde, dont elle est une commune de la couronne,. Cette aire, qui regroupe 6 communes, est catégorisée dans les aires de 50 000 à moins de 200 000 habitants,.

### Occupation des sols
L'occupation des sols de la commune, telle qu'elle ressort de la base de données européenne d’occupation biophysique des sols Corine Land Cover (CLC), est marquée par l'importance des territoires agricoles (91,4 % en 2018), en diminution par rapport à 1990 (92,4 %). La répartition détaillée en 2018 est la suivante : 
cultures permanentes (80,8 %), zones urbanisées (8,4 %), terres arables (7,5 %), zones agricoles hétérogènes (3,1 %), espaces verts artificialisés, non agricoles (0,3 %). L'évolution de l’occupation des sols de la commune et de ses infrastructures peut être observée sur les différentes représentations cartographiques du territoire : la carte de Cassini (XVIIIe siècle), la carte d'état-major (1820-1866) et les cartes ou photos aériennes de l'IGN pour la période actuelle (1950 à aujourd'hui).

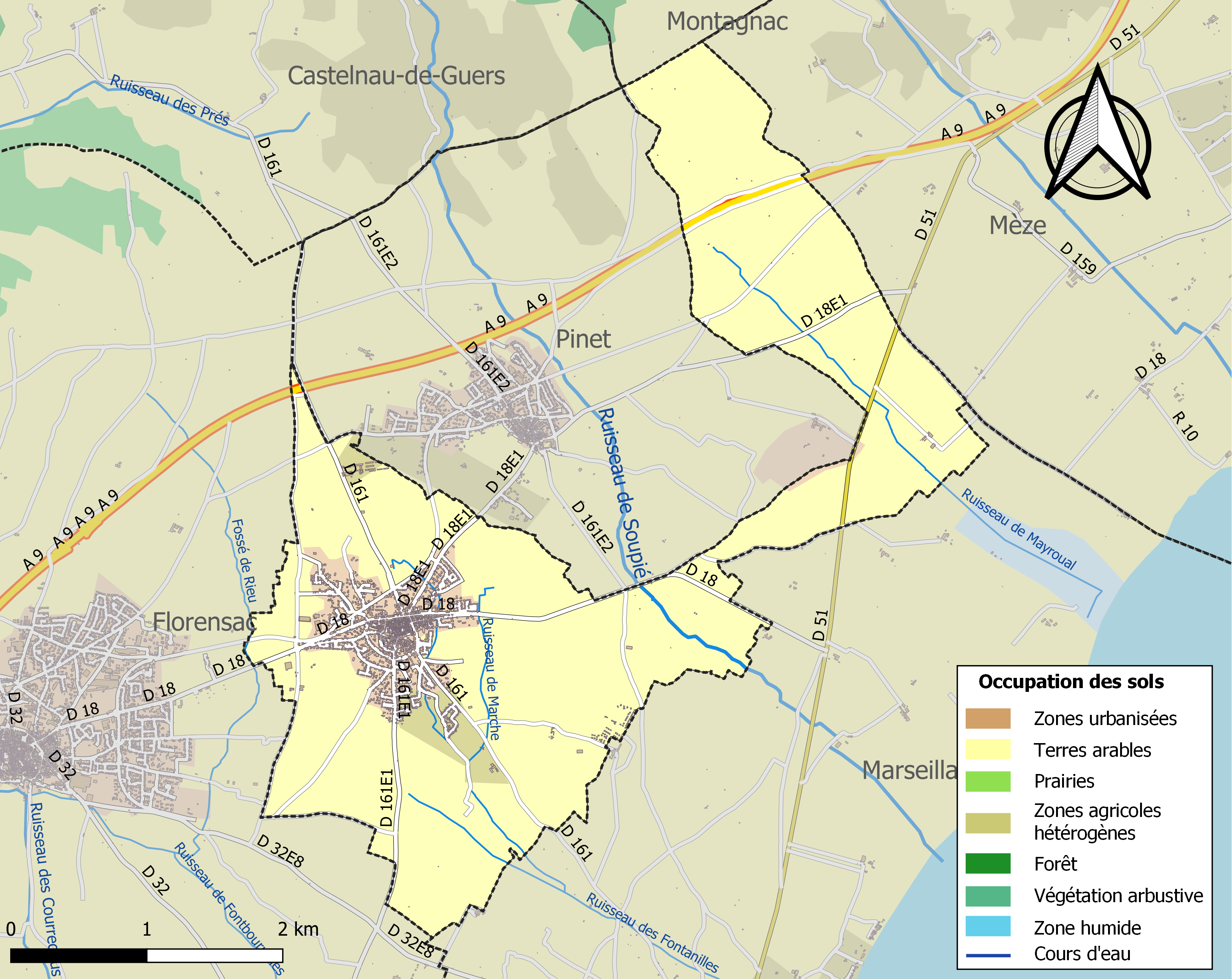
Carte des infrastructures et de l'occupation des sols de la commune en 2018 (CLC).

### Risques majeurs
Le territoire de la commune de Pomérols est vulnérable à différents aléas naturels : météorologiques (tempête, orage, neige, grand froid, canicule ou sécheresse) et séisme (sismicité faible). Il est également exposé à un risque technologique,  le transport de matières dangereuses. Un site publié par le BRGM permet d'évaluer simplement et rapidement les risques d'un bien localisé soit par son adresse soit par le numéro de sa parcelle.

#### Risques naturels
Pomérols est exposée au risque de feu de forêt du fait de la présence sur son territoire. Un plan départemental de protection des forêts contre les incendies (PDPFCI) a été approuvé en juin 2013 et court jusqu'en 2022, où il doit être renouvelé. Les mesures individuelles de prévention contre les incendies sont précisées par deux arrêtés préfectoraux et s’appliquent dans les zones exposées aux incendies de forêt et à moins de 200 mètres de celles-ci. L’arrêté du 25 avril 2002 réglemente l'emploi du feu en interdisant notamment d’apporter du feu, de fumer et de jeter des mégots de cigarette dans les espaces sensibles et sur les voies qui les traversent sous peine de sanctions. L'arrêté du 11 mars 2013 rend le débroussaillement obligatoire, incombant au propriétaire ou ayant droit,.

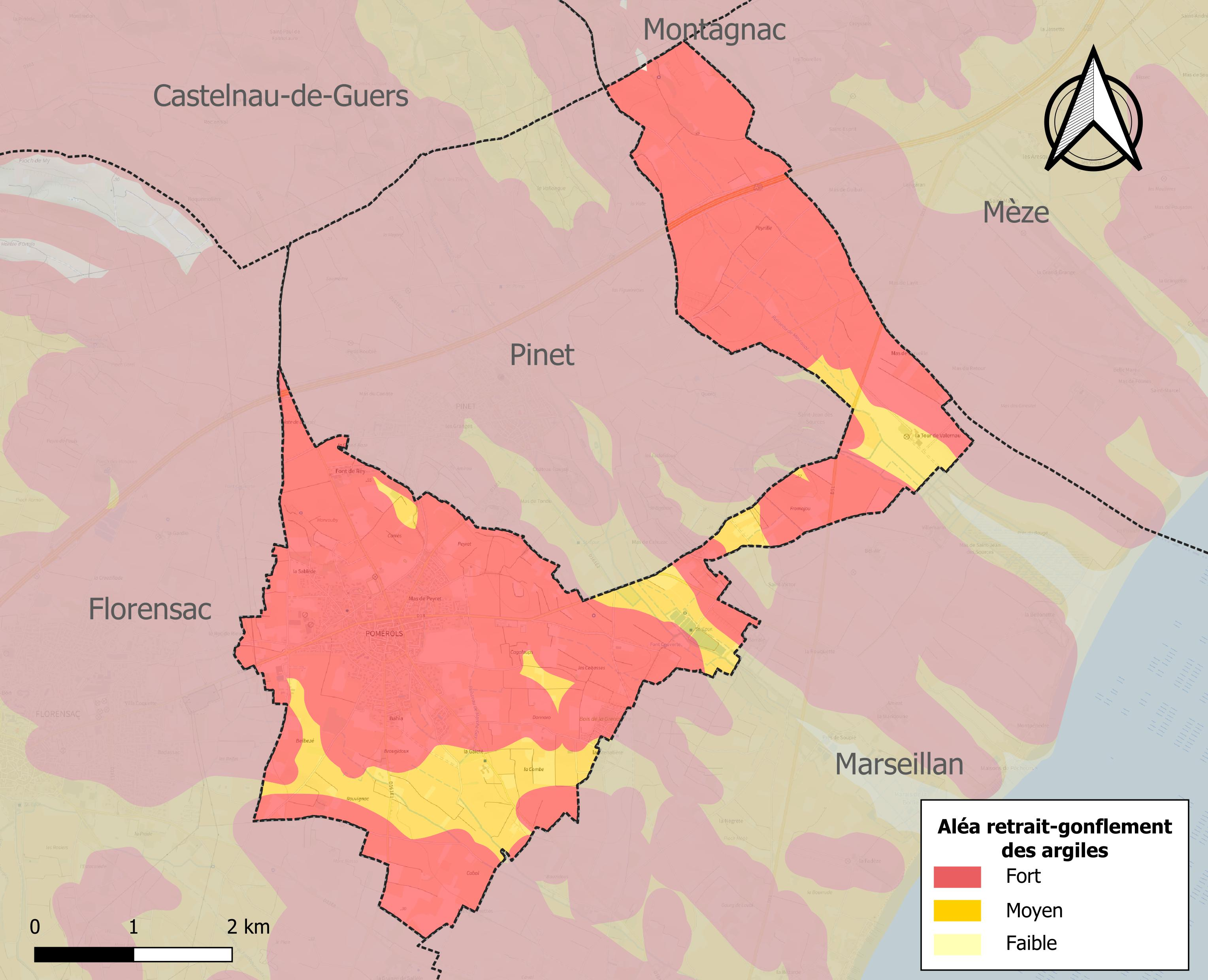
Carte des zones d'aléa retrait-gonflement des sols argileux de Pomérols.

Le retrait-gonflement des sols argileux est susceptible d'engendrer des dommages importants aux bâtiments en cas d’alternance de périodes de sécheresse et de pluie. La totalité de la commune est en aléa moyen ou fort (59,3 % au niveau départemental et 48,5 % au niveau national). Sur les 1 250 bâtiments dénombrés sur la commune en 2019, 1 250 sont en aléa moyen ou fort, soit 100 %, à comparer aux 85 % au niveau départemental et 54 % au niveau national. Une cartographie de l'exposition du territoire national au retrait gonflement des sols argileux est disponible sur le site du BRGM,.
Par ailleurs, afin de mieux appréhender le risque d’affaissement de terrain, l'inventaire national des cavités souterraines permet de localiser celles situées sur la commune.
La commune a été reconnue en état de catastrophe naturelle au titre des dommages causés par les inondations et coulées de boue survenues en 1982, 1984, 1987, 1990, 1997, 2014, 2016 et 2019. 

#### Risques technologiques
Le risque de transport de matières dangereuses sur la commune est lié à sa traversée par des infrastructures routières ou ferroviaires importantes ou la présence d'une canalisation de transport d'hydrocarbures. Un accident se produisant sur de telles infrastructures est susceptible d’avoir des effets graves sur les biens, les personnes ou l'environnement, selon la nature du matériau transporté. Des dispositions d’urbanisme peuvent être préconisées en conséquence.

## Histoire
Il est probable que le site de Pomérols ait été occupé dès le Chalcolithique, car des fouilles ont mis au jour des vestiges de petites exploitations agricoles gallo-romaines[Passage contradictoire].

Le village se serait construit à partir du personnel travaillant les terres et par la proximité de la via Domitia [réf. nécessaire].

Le nom de Pomérols n'apparaît que dans la seconde moitié du Xe siècle.

En 824, est mentionnée un village accompagnée d'une chapelle rurale dédiée à saint Cyr.

En 1160, le village est organisé en castrum.

Il s'entoure d'une palissade qui deviendra une enceinte bordée de fossés.

Une rue principale le traverse avec à chacune des extrémités, deux portes qui étaient fermées à clé le soir. 

À la fin de la croisade de 1219, les seigneurs se succédèrent à la tête de Pomérols jusqu'à la fin du XVIe siècle ; les familles de Lévis et de Verniole se livrèrent une lutte incessante pour la possession du village.

Pomérols subit tour à tour des dommages dus à la guerre de Cent Ans ou aux guerres de religion. Lors de ces dernières, l'église du village fut partiellement détruite et relevée par la suite en 1600. Les façades des anciennes maisons du XIVe siècle, XVe siècle et XVIe siècle témoignent de cette histoire.

## Politique et administration

### Liste des maires
| Période | Période  | Identité                            | Étiquette | Qualité              |
| ------- | -------- | ----------------------------------- | --------- | -------------------- |
| 1790    | 1793     | Jean Guinard                        |           |                      |
| 1793    | 1794     | Antoine Lagriffoul                  |           |                      |
| 1794    | 1796     | André Mallet                        |           |                      |
| 1796    | 1798     | Antoine Lagriffoul                  |           |                      |
| 1798    | 1800     | Mathieu Vidal                       |           |                      |
| 1800    | 1802     | Jacques Guinard-Mazereau            |           |                      |
| 1802    | 1818     | Henri Fabre de Latude               |           |                      |
| 1818    | 1819     | Optat Forebille                     |           |                      |
| 1819    | 1819     | Daniel de Malordi                   |           |                      |
| 1819    | 1824     | Jacques Belonis                     |           |                      |
| 1824    | 1830     | Louis Bastide                       |           |                      |
| 1830    | 1834     | François Blachas                    |           |                      |
| 1834    | 1837     | Auguste Forebille                   |           |                      |
| 1837    | 1837     | Antoine Martel                      |           |                      |
| 1837    | 1838     | Louis Despetis                      |           |                      |
| 1838    | 1848     | André Gour                          |           |                      |
| 1848    | 1848     | Étienne Lagriffoul                  |           |                      |
| 1848    | 1852     | Marie Camille Constantin de Malordy |           |                      |
| 1852    | 1859     | Gabril de Guinard de Maffre         |           |                      |
| 1859    | 1870     | Scipion Bruges                      |           |                      |
| 1870    | 1870     | Brutus (fils) Cazelles              |           |                      |
| 1870    | 1870     | Albin Valesque                      |           |                      |
| 1870    | 1871     | Pierre Xavier Laux                  |           |                      |
| 1871    | 1871     | Maurice Fontaine                    |           |                      |
| 1871    | 1881     | Albin Valesque                      |           |                      |
| 1881    | 1884     | Pierre Aubenque                     |           |                      |
| 1884    | 1892     | Adolphe Lagriffoul                  |           |                      |
| 1892    | 1900     | Jean Gour                           |           |                      |
| 1900    | 1905     | Adolphe Lagriffoul                  |           |                      |
| 1905    | 1912     | Pierre Perrin                       |           |                      |
| 1912    | 1919     | François Perrin                     |           |                      |
| 1919    | 1923     | Adrien Thieule                      |           |                      |
| 1923    | 1925     | Georges Besse                       |           |                      |
| 1925    | 1929     | Jean Gour                           |           |                      |
| 1929    | 1931     | Joseph Rey                          |           |                      |
| 1931    | 1944     | Antonin Moulinès                    |           |                      |
| 1944    | 1944     | Augustin Calas                      |           |                      |
| 1944    | 1945     | Maurice Tuffou                      |           |                      |
| 1945    | 1977     | Paul Pujol                          |           |                      |
| 1977    | 1983     | Jean Pascal                         |           |                      |
| 1983    | 1990     | Marcel Lau                          |           |                      |
| 1990    | 1995     | Jean Duvochel                       |           |                      |
| 1995    | 2018     | Robert Gairaud                      | SE        | Agriculteur retraité |
| 2018    | En cours | Laurent Durban                      |           |                      |

### Jumelages
Pomérols est jumelée avec
- Aiseau-Presles (Belgique). Chaque année des festivités sont organisées en alternance dans chaque ville et permettent des échanges privilégiés tant en matière économique, touristique et festive qu'en liens amicaux. Le jumelage se veut ouvert à tous. Vous pouvez le retrouver sur le site : www.jumelage-pomerols.fr.

## Population et société

### Démographie
L'évolution du nombre d'habitants est connue à travers les recensements de la population effectués dans la commune depuis 1793. Pour les communes de moins de 10 000 habitants, une enquête de recensement portant sur toute la population est réalisée tous les cinq ans, les populations de référence des années intermédiaires étant quant à elles estimées par interpolation ou extrapolation. Pour la commune, le premier recensement exhaustif entrant dans le cadre du nouveau dispositif a été réalisé en 2005.

En 2022, la commune comptait 2 255 habitants, en évolution de +0,4 % par rapport à 2016 (Hérault : +7,49 %, France hors Mayotte : +2,11 %).
| 1793 | 1800  | 1806  | 1821  | 1831  | 1836  | 1841  | 1846  | 1851  |
| ---- | ----- | ----- | ----- | ----- | ----- | ----- | ----- | ----- |
| 987  | 1 196 | 1 328 | 1 363 | 1 609 | 1 520 | 1 577 | 1 587 | 1 611 |

| 1856  | 1861  | 1866  | 1872  | 1876  | 1881  | 1886  | 1891  | 1896  |
| ----- | ----- | ----- | ----- | ----- | ----- | ----- | ----- | ----- |
| 1 612 | 1 705 | 1 751 | 1 766 | 1 818 | 1 548 | 1 537 | 1 804 | 1 835 |

| 1901  | 1906  | 1911  | 1921  | 1926  | 1931  | 1936  | 1946  | 1954  |
| ----- | ----- | ----- | ----- | ----- | ----- | ----- | ----- | ----- |
| 1 821 | 1 806 | 1 832 | 1 808 | 1 666 | 1 596 | 1 533 | 1 271 | 1 220 |

| 1962  | 1968  | 1975  | 1982  | 1990  | 1999  | 2005  | 2006  | 2010  |
| ----- | ----- | ----- | ----- | ----- | ----- | ----- | ----- | ----- |
| 1 273 | 1 195 | 1 125 | 1 180 | 1 584 | 1 696 | 1 958 | 1 975 | 2 177 |

| 2015  | 2020  | 2022  | - | - | - | - | - | - |
| ----- | ----- | ----- | - | - | - | - | - | - |
| 2 243 | 2 151 | 2 255 | - | - | - | - | - | - |

### Traditions et festivités
Toute l’année, la municipalité et les associations de Pomérols proposent des animations pour tous les publics : marchés hebdomadaires (vestimentaire et alimentaire uniquement le jeudi), cavalcades, fêtes locales d’hiver et d’été, marché aux fleurs, concerts et bals, lotos, marché et concert de Noël, etc.

## Économie

### Revenus
En 2018, la commune compte 1 009 ménages fiscaux, regroupant 2 207 personnes. La médiane du revenu disponible par unité de consommation est de 19 880 € (20 330 € dans le département). 42 % des ménages fiscaux sont imposés (45,8 % dans le département).

### Emploi
|                | 2008   | 2013   | 2018   |
| -------------- | ------ | ------ | ------ |
| Commune        | 11,2 % | 13,4 % | 11,1 % |
| Département    | 10,1 % | 11,9 % | 12 %   |
| France entière | 8,3 %  | 10 %   | 10 %   |

En 2018, la population âgée de 15 à 64 ans s'élève à 1 206 personnes, parmi lesquelles on compte 71,4 % d'actifs (60,3 % ayant un emploi et 11,1 % de chômeurs) et 28,6 % d'inactifs,. En  2018, le taux de chômage communal (au sens du recensement) des 15-64 ans est inférieur à celui du département, mais supérieur à celui de la France, alors qu'en 2008 il était supérieur à celui du département.
La commune fait partie de la couronne de l'aire d'attraction d'Agde, du fait qu'au moins 15 % des actifs travaillent dans le pôle,. Elle compte 300 emplois en 2018, contre 331 en 2013 et 269 en 2008. Le nombre d'actifs ayant un emploi résidant dans la commune est de 741, soit un indicateur de concentration d'emploi de 40,5 % et un taux d'activité parmi les 15 ans ou plus de 45,4 %.
Sur ces 741 actifs de 15 ans ou plus ayant un emploi, 162 travaillent dans la commune, soit 22 % des habitants. Pour se rendre au travail, 88 % des habitants utilisent un véhicule personnel ou de fonction à quatre roues, 1,3 % les transports en commun, 7,4 % s'y rendent en deux-roues, à vélo ou à pied et 3,3 % n'ont pas besoin de transport (travail au domicile).

### Activités hors agriculture

#### Secteurs d'activités
148 établissements sont implantés  à Pomérols au 31 décembre 2019. Le tableau ci-dessous en détaille le nombre par secteur d'activité et compare les ratios avec ceux du département,.
| Secteur d'activité                                                                                        | Commune | Commune | Département |
| Secteur d'activité                                                                                        | Nombre  | %       | %           |
| --- | ------- | ------- | ----------- |
| Ensemble                                                                                                  | 148     | 100 %   | (100 %)     |
| Industrie manufacturière, industries extractives et autres                                                | 12      | 8,1 %   | (6,7 %)     |
| Construction                                                                                              | 32      | 21,6 %  | (14,1 %)    |
| Commerce de gros et de détail, transports, hébergement et restauration                                    | 36      | 24,3 %  | (28 %)      |
| Information et communication                                                                              | 2       | 1,4 %   | (3,3 %)     |
| Activités financières et d'assurance                                                                      | 6       | 4,1 %   | (3,2 %)     |
| Activités immobilières                                                                                    | 4       | 2,7 %   | (5,3 %)     |
| Activités spécialisées, scientifiques et techniques et activités de services administratifs et de soutien | 21      | 14,2 %  | (17,1 %)    |
| Administration publique, enseignement, santé humaine et action sociale                                    | 14      | 9,5 %   | (14,2 %)    |
| Autres activités de services                                                                              | 21      | 14,2 %  | (8,1 %)     |

Le secteur du commerce de gros et de détail, des transports, de l'hébergement et de la restauration est prépondérant sur la commune puisqu'il représente 24,3 % du nombre total d'établissements de la commune (36 sur les 148 entreprises implantées  à Pomérols), contre 28 % au niveau départemental.

#### Entreprises et commerces
Les cinq entreprises ayant leur siège social sur le territoire communal qui génèrent le plus de chiffre d'affaires en 2020 sont : 
- Sopomdis, supermarchés (12 197 k€)
- Aspiration Languedoc Roussillon - Alr, travaux de terrassement courants et travaux préparatoires (974 k€)
- SARL Ricome, activités des sociétés holding (131 k€)
- Robin, autres commerces de détail sur éventaires et marchés (72 k€)
- Biau Electricite Et Services, travaux d'installation électrique dans tous locaux (67 k€)

[passage promotionnel]
Le village avance et se modernise. il se tourne vers l'avenir avec de nombreux projets actuellement en cours de réalisation :
La salle polyvalente, projet d'une grande importance pour la commune, va bientôt voir le jour.Le permis de construire est obtenu et le choix des entreprises a été entériné. De la taille d'un terrain de basket, la salle pourra accueillir aussi bien les enfants du groupe scolaire que des associations. Équipée des derniers équipements multi-media,elle pourra être louée et accueillir des manifestations culturelles.
Côté travaux, les réfections de l'avenue d'Agde, de la rue et du passage Saint Joseph sont terminés<; Le nouveau lotissement du domaine de marche Gay est terminé, il comprend 27 lots qui sont maintenant bâtis.
Les travaux d’aménagement de ce nouveau quartier secteur de Marche gay, débuté début mai, consistant à la réalisation de la voirie principale, des réseaux humides, des réseaux secs, d’espaces verts et d’une aire de jeux pour enfants, sont terminés. Un plateau traversant a été réalisé à l’intersection de l’avenue de Marseillan - chemin du Brougidoux et du chemin de Donaro afin de matérialiser l’entrée de ce nouveau quartier.
Dans ce secteur, vont également débuter : l’aménagement des résidences Séniors et Familles, la réalisation d’un lotissement de 50 lots ainsi que la construction de la salle polyvalente et du futur pôle médical.
A propos de la résidence senior, la pose de la première pierre s’est déroulée le vendredi 19 juillet 2019, en fin de matinée en présence de l’aménageur, du bailleur social, du gestionnaire, du vice-président à l’habitat de la Communauté d’Agglomération Hérault Méditerranée, du conseiller départemental, de nombreux élus de la CAHM et du conseil municipal.
Ce projet s’inscrit dans la politique de la municipalité par la création d’un nouveau quartier de qualité. Celui-ci va permettre de loger des séniors (66 logements) dans un premier bâtiment et des familles (16 logements) sur un autre bâtiment. Cette mixité permettra un échange entre les générations dans un environnement qualitatif. La résidence sénior disposera d’une salle commune avec animation, terrain de pétanque et un potager adapté en hauteur.

### Agriculture
La commune est dans la « Plaine viticole », une petite région agricole occupant la bande côtière du département de l'Hérault. En 2020, l'orientation technico-économique de l'agriculture  sur la commune est la viticulture.
|               | 1988  | 2000 | 2010 | 2020  |
| ------------- | ----- | ---- | ---- | ----- |
| Exploitations | 119   | 97   | 76   | 63    |
| SAU (ha)      | 1 011 | 746  | 891  | 1 415 |

Le nombre d'exploitations agricoles en activité et ayant leur siège dans la commune est passé de 119 lors du recensement agricole de 1988  à 97 en 2000 puis à 76 en 2010 et enfin à 63 en 2020, soit une baisse de 47 % en 32 ans. Le même mouvement est observé à l'échelle du département qui a perdu pendant cette période 67 % de ses exploitations,. La surface agricole utilisée sur la commune est restée relativement stable, passant de 1011 ha en 1988 à 1415 ha en 2020. Parallèlement la surface agricole utilisée moyenne par exploitation a augmenté, passant de 8 à 22 ha.

### Tourisme
Pomérols s’est depuis longtemps tourné vers le tourisme. Par sa situation géographique (situé à 10 km d'Agde au sud et de Pézenas au nord), la commune est dotée de nombreuses structures d'accueil (office de tourisme, locations saisonnières, etc.) qui font de Pomérols, un petit village calme et agréable pour les amateurs de soleil, de plage et de patrimoine à découvrir.

## Culture locale et patrimoine

### Lieux et monuments

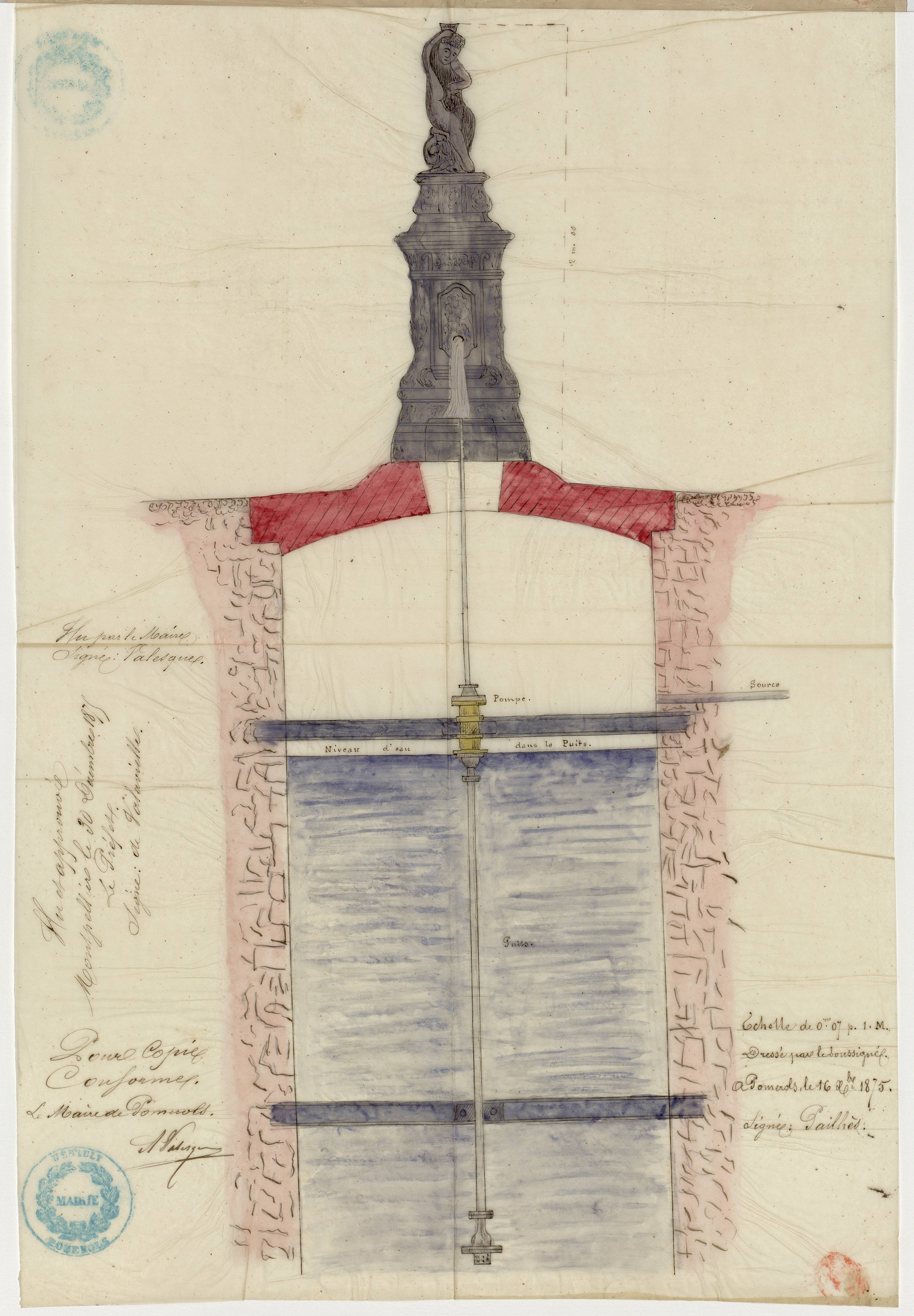
Borne fontaine sur la place publique (1875)

- Pomérols est l'exemple architectural d'un village viticole languedocien.
- Au bord de l'étang de Thau et entouré par les vignes, il fait partie de ces villages où l'on a su préserver l'environnement et la convivialité, et où l'on conjugue au présent histoire, traditions et spécialités gastronomiques.
- Aujourd'hui, au détour des ruelles ensoleillées et fleuries du centre ancien, les façades des maisons témoignent d’une histoire tourmentée. On remarque ainsi ces anciennes maisons aux façades des XIVe siècle, XVe siècle et XVIe siècle.
- L'église Saint-Cyr-et-Sainte-Julitte de Pomérols date du XIIIe siècle. Elle abrite un retable baroque en bois sculpté et doré du XVIIe siècle, classé monument historique. L'église Saint-Cyr-et-Sainte-Julitte doit son nom à saint Cyr et à sa mère sainte Julitte, deux martyrs chrétiens du IVe siècle. L'abside et les absidioles ont été inscrites au titre des monuments historiques en 1952[25].

- Le Domaine de La Grenatière (France) propriété de La Famille Anglade fait partie du paysage notoire de Pomerols.

### Personnalités liées à la commune
- Adolphe Lagriffoul, Maire de Pomérols de 1884 à 1892 puis de 1900 à 1905, quitta Pomérols pour s'installer au château d'If à Marseille dont il obtint la concession.

C'est Adolphe Lagriffoul qui a créé l'exploitation du château d'If à Marseille.
- Son fils Pierre, né en 1903 s'est marié au château d'If avec Suzanne Delmas. Ils ont eu une fille Yvette, qui est née au château d'If en 1926, qui demeure actuellement à Mougins (Alpes-Maritimes), sous le nom de Yvette Huon de Penanster. Elle a un fils, deux petits-fils, et six arrière-petits-enfants.
- Jean Pierre Anglade résident du Domaine de La Grenatière (France)  s’est vu confier les Honneurs de la ville de Pomerols.

### Héraldique
| Blason de Pomérols | Blason  | D'azur à trois pommes tigées et feuillées d'or.  |
| Blason de Pomérols | Détails | Le statut officiel du blason reste à déterminer. |

### Spécialités
La cave coopérative « Les Costières de Pomérols » est implantée en plein cœur de l’appellation Picpoul de Pinet. Les cuvées Hugues de Beauvignac obtiennent chaque année des récompenses régionales et nationales. Il existe également une exploitation agricole qui vend des vins au caveau privé du Domaine de la Reine Juliette.

### Fonds d'archives
- Fonds : Archives communales déposées de Pomérols (1819-1836) [0,09 ml].  Cote : 207 EDT. Montpellier : Archives départementales de l'Hérault (présentation en ligne).